# Charles Marie Bouton

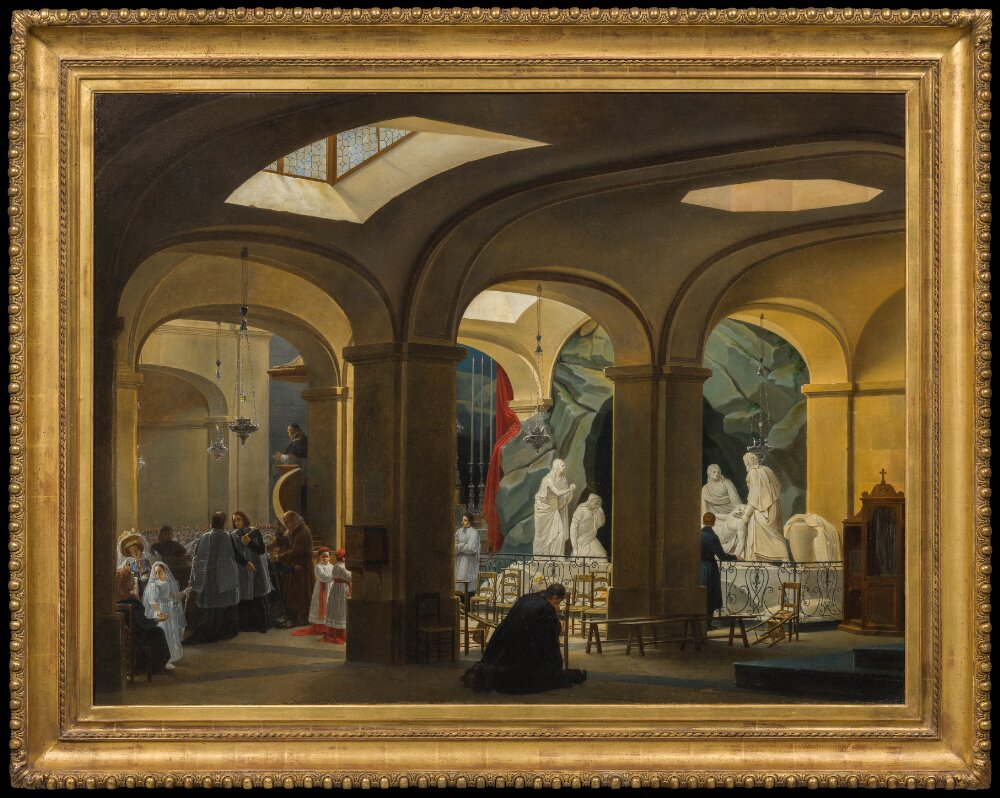
Den första nattvarden i kryptan i kyrkan Saint Roch i Paris, Nationalmuseum. Tavlan är utförd med oljefärg på duk och odaterad. Den är 100 cm hög och 133 cm bred.

Charles Marie Bouton, född 16 maj 1781 i Paris, död 28 juni 1853 i Paris, var en fransk konstnär. 
Bouton var elev till Jacques-Louis David, Jean-Victor Bertin och den första franske panoramamålaren Pierre Prévost. I sin framställningar koncentrerade han sig mest på perspektiv och ljusbehandling. Hans verk skildrade ofta interiörer från kyrkor och andra byggnader. Tillsammans med Louis Daguerre uppfann han dioramat där artificiellt ljus skapade illusion av rörelse.
Bouton är sedan 2017 representerad vid Nationalmuseum med Den första nattvarden i kryptan i kyrkan Saint Roch i Paris. Där återges parallella händelser i det inre av kyrkan Saint-Roch i Paris. Till vänster pågår en mässa med konfirmation, samtidigt som församlingsbor ägnar sig åt enskild andakt i angränsande delar. De rumsliga förhållandena åstadkoms genom en suggestiv ljusbehandling och det finns inte bara ett perspektiv utan flera.